# Florida Winter Series
De Florida Winter Series was een autosportklasse georganiseerd door de Ferrari Driver Academy, het opleidingsteam van het Formule 1-team Ferrari. Op 18 oktober 2013 werd het kampioenschap gelanceerd en in 2014 worden de eerste races gehouden.
Alle races van het kampioenschap werden gehouden in de Amerikaanse staat Florida. Door het milde klimaat in de winter, sportfaciliteiten en om logistieke redenen werd Florida gekozen om het kampioenschap te houden.
Het kampioenschap gebruikte het Tatuus FA010B-chassis. Deze auto werd ook gebruikt in de Formule Abarth en andere regionale kampioenschappen. De auto's waren gebouwd volgens de Formule 3-reglementen om de veiligheid van de coureurs te garanderen. De auto's werden aangedreven door een 1400cc Fiat FPT-motor die 190 paardenkrachten produceerde.
Na een jaar trok Ferrari de stekker uit het evenement.

## Coureurs
Onderstaande coureurs namen in 2014 deel aan het kampioenschap. Coureurs gemerkt met een * zijn onderdeel van de Ferrari Driver Academy.
| Nr. | Coureur             | Kampioenschap 2013               | Ronden |
| --- | ------------------- | -------------------------------- | ------ |
| 2   | Ed Jones            | Europese F3 Open                 | Alle   |
| 3   | Max Verstappen      | Karting (KZ1)                    | Alle   |
| 4   | Dennis van de Laar  | Europees Formule 3-kampioenschap | Alle   |
| 5   | Lance Stroll*       | Karting (KF1)                    | Alle   |
| 6   | Antonio Fuoco*      | Formule Renault 2.0 Alps         | Alle   |
| 7   | Tatiana Calderón    | Europees Formule 3-kampioenschap | Alle   |
| 9   | Ben Anderson        | Formule Ford 1600                | 1      |
| 9   | Will Buxton         | geen                             | 2      |
| 9   | Olivier Marriage    | geen                             | 4      |
| 11  | Alex Bosak          | Formule Renault 2.0 Alps         | Alle   |
| 17  | Vasily Romanov      | Karting (KF1)                    | Alle   |
| 18  | Nicholas Latifi     | Europees Formule 3-kampioenschap | Alle   |
| 23  | Takashi Kasai       | Karting (KF1)                    | Alle   |
| 53  | Raffaele Marciello* | Europees Formule 3-kampioenschap | Alle   |

## Races
Onderstaande races zijn in 2014 verreden. Op 22 januari is een collectieve testsessie verreden op de Homestead-Miami Speedway.
| Ronde | Ronde | Circuit                          | Datum       | Pole position    | Snelste ronde      | Winnaar            |
| ----- | ----- | -------------------------------- | ----------- | ---------------- | ------------------ | ------------------ |
| 1     | R1    | Sebring International Raceway    | 26 januari  | Antonio Fuoco    | Max Verstappen     | Dennis van de Laar |
| 1     | R2    | Sebring International Raceway    | 27 januari  | Tatiana Calderón | Nicholas Latifi    | Tatiana Calderón   |
| 1     | R3    | Sebring International Raceway    | 27 januari  | Max Verstappen   | Antonio Fuoco      | Antonio Fuoco      |
| 2     | R4    | Palm Beach International Raceway | 4 februari  | Antonio Fuoco    | Max Verstappen     | Antonio Fuoco      |
| 2     | R5    | Palm Beach International Raceway | 5 februari  | Vasily Romanov   | Dennis van de Laar | Nicholas Latifi    |
| 2     | R6    | Palm Beach International Raceway | 5 februari  | Max Verstappen   | Tatiana Calderón   | Max Verstappen     |
| 3     | R7    | Homestead-Miami Speedway RC      | 13 februari | Antonio Fuoco    | Nicholas Latifi    | Antonio Fuoco      |
| 3     | R8    | Homestead-Miami Speedway RC      | 14 februari | Alex Bosak       | Ed Jones           | Nicholas Latifi    |
| 3     | R9    | Homestead-Miami Speedway RC      | 14 februari | Max Verstappen   | Antonio Fuoco      | Antonio Fuoco      |
| 4     | R10   | Homestead-Miami Speedway RC Mod  | 18 februari | Lance Stroll     | Antonio Fuoco      | Nicholas Latifi    |
| 4     | R11   | Homestead-Miami Speedway RC Mod  | 19 februari | Vasily Romanov   | Ed Jones           | Nicholas Latifi    |
| 4     | R12   | Homestead-Miami Speedway RC Mod  | 19 februari | Ed Jones         | Max Verstappen     | Max Verstappen     |

## Resultaten
- Het kampioenschap heeft geen puntensysteem.

| Coureur            | SEB | SEB | SEB | PAL | PAL | PAL | HMS1 | HMS1 | HMS1 | HMS2 | HMS2 | HMS2 |
| ------------------ | --- | --- | --- | --- | --- | --- | ---- | ---- | ---- | ---- | ---- | ---- |
| Antonio Fuoco      | 2   | 2   | 1   | 1   | 11  | 5   | 1    | 5    | 1    | 2    | 4    | 5    |
| Nicholas Latifi    | 3   | NC  | 5   | 7   | 1   | 12  | 4    | 1    | 2    | 1    | 1    | 2    |
| Max Verstappen     | 4   | DNF | 8   | 2   | 7   | 1   | 3    | DNF  | 3    | 4    | 5    | 1    |
| Dennis van de Laar | 1   | DNF | 3   | 4   | 4   | 3   | DNF  | 4    | 5    | DNF  | 3    | DNF  |
| Tatiana Calderón   | DNF | 1   | 6   | 5   | 5   | 6   | 6    | 6    | 6    | 9    | 10†  | DNF  |
| Ed Jones           | 6   | 3   | 2   | 3   | 6   | 2   | 5    | 3    | 8    | 3    | 2    | 3    |
| Raffaele Marciello | 5   | DNF | DNF | 8   | 2   | 11  | 2    | 7    | 4    | 5    | DNF  | 4    |
| Lance Stroll       | 7   | 4   | 4   | 6   | 3   | 4   | DNF  | 2    | 7    | DNF  | DNS  | DNS  |
| Alex Bosak         | 10  | 5   | 7   | 9   | DNF | 7   | DNF  | 10   | 11   | 6    | 9†   | 7    |
| Vasily Romanov     | 9   | 6   | 10  | 10  | 8   | 8   | 7    | 8    | 9    | DNF  | 6    | 8    |
| Takashi Kasai      | 11  | 7   | 11  | 11  | 9   | 9   | 8    | 9    | 10   | 7    | 8    | 6    |
| Gastcoureurs       |     |     |     |     |     |     |      |      |      |      |      |      |
| Olivier Marriage   |     |     |     |     |     |     |      |      |      | 8    | 7    | 9    |
| Ben Anderson       | 8   | DNF | 9   |     |     |     |      |      |      |      |      |      |
| Will Buxton        |     |     |     | 12  | 10  | 10  |      |      |      |      |      |      |
| Coureur            | SEB | SEB | SEB | PAL | PAL | PAL | HMS1 | HMS1 | HMS1 | HMS2 | HMS2 | HMS2 |

| Resultaat                     |
| ----------------------------- |
| Winnaar                       |
| Tweede plaats                 |
| Derde plaats                  |
| Gefinisht (punten)            |
| Gefinisht (geen punten)       |
| Niet geklasseerd (NC)         |
| Uitgevallen (DNF)             |
| Niet gekwalificeerd (DNQ)     |
| Gediskwalificeerd (DSQ)       |
| Niet gestart (DNS)            |
| Gewond (INJ)                  |
| Uitgesloten (EX)              |
| Teruggetrokken (WD)           |
| Niet deelgenomen (blanco cel) |
| vetgedrukt (pole position)    |
| cursief (snelste ronde)       |

Opmerkingen:
- † — Coureur is niet gefinisht in de GP, maar heeft wel 90% van de race-afstand afgelegd, waardoor hij als geclassificeerd genoteerd staat.